# Chiesa di San Rocco (Lendinara)
La chiesa di San Rocco, citata anche come sacrario famedio ai Caduti di San Rocco o tempio del Ricordo, è un edificio religioso situato all'estremità occidentale dell'abitato di Lendinara, comune in provincia di Rovigo, nelle vicinanze della sponda sinistra dell'Adigetto, sulla direttiva che lo collega alla frazione Rasa.
La chiesa è stata costruita nel 1516 e dedicata a san Rocco, protettore dal terribile flagello della peste, a ringraziamento dello scampato pericolo della pestilenza del 1511. Un primo restauro avviene nel 1535 da parte della nobile famiglia Contarini. Dopo pochi anni viene innalzato il campanile romanico, datato 1545 (c'è una pietra a metà campanile che riporta inciso l'anno di costruzione). Nel 1539 arrivano i frati Servi di Maria nel convento limitrofo (dove oggi si trova il Parco delle Rimembranze). Il convento viene soppresso nel 1656, insieme ad altri conventi della provincia di Rovigo, da papa Urbano VIII. Nel 1669 passa nelle mani di Girolamo Dolfin; nel 1719 dei Contarini, e nel 1750 circa viene acquistata dalla famiglia Soranzo. All'epoca il parco limitrofo era denominato "Ca' Soranzo". La stessa famiglia commissiona le due campane e le fa trasportare da Venezia a Lendinara su un carro. Nel 1800 viene acquistata da Pietro Cappellini (sepolto in questa chiesa nel 1824) e in seguito restaurata per ordine del vescovo Molin, viste le condizioni pietose in cui si trovava. Nel 1921 viene ceduta alla parrocchia del Duomo di Lendinara da Cesare Cappellini, e alcuni anni più tardi viene acquistata dal Comune di Lendinara. Segue un breve restauro (1923-1927) a cura della Soprintendenza, e con il contributo della popolazione. Oggi contiene al suo interno i loculi con le ossa dei caduti in guerra lendinaresi, inseriti ai lati dove prima si trovavano i due altari laterali. Il soffitto a capriate di larice è opera di Romano Bastianello (architetto della Soprintendenza) e risale al restauro del 1923-27. Le decorazioni interne sono opera di Antonio Nardo, mentre gli affreschi raffiguranti scene di guerra sono stati dipinti da Angelo Zamboni nel 1925.
Il rosone sopra la porta di ingresso sostituisce la mezzaluna che si trovava prima del restauro (si può vedere in alcune foto storiche). La lampada votiva in ingresso, così come la corona di spine situata tra i due altari, sono opere dell'officina Nardo di Venezia. La ringhiera è stata realizzata dalla ditta Angelo Gatto di Padova. Il trasferimento delle salme dei caduti dal cimitero è stata fatta il 24 maggio 1928, in occasione dei 10 anni della fine del conflitto.
Il campanile romanico risale al 1545 e ospita due campane, fuse dalle sorelle Anna e Caterina de' Castelli a Venezia nel 1754. Queste campane sono tra le poche che si possono suonare a mano in tutta la provincia di Rovigo. Sono montate sul telaio originale in legno e sono inceppate a slancio. Le campane suonano le note mi4 e re4, hanno un diametro di 54,4 cm e 60,9 cm rispettivamente. Entrambe riportano come iscrizione IL N.H. A. GIO. SORANZO F.F. AD MAIOREM GLORIA DEI, ANNO MDCCLIV
Nelle immediate vicinanze è presente il platano di San Rocco, albero monumentale, un Platano orientale (Platanus orientalis) che raggiunge l'altezza di 40 metri, e con età stimata di 250 anni. L' "alboron de San Rocco", come viene chiamato dai lendinaresi, secondo Antonio Cappellini è stato piantato nel 1848 nelle trincee qui scavate per difendere Lendinara da un'eventuale incursione di truppe austriache provenienti da Legnago.